# Mirošov (zámek, okres Jihlava)
Mirošovský zámek stál v obci Mirošov v okrese Jihlava a zanikl v roce 1986.
Za stavitele mirošovského zámku je považován Maxmilián Arnošt Hornek. Větší opravy provedl Arnošt Ignác Fučíkovský ze Zeleného Dvora (Grünhof). Poslední majitelé z rodu Richlých a Steinbachů postavili zimní zahradu a skleníky. Zámek byl rozlehlou jednopatrovou trojkřídlou budovou s vysokou čtyřpatrovou věží, stojící uprostřed severního průčelí. Věž byla v přízemí křížově sklenutá, s okénkem pro vrátného.
V květnu 1945 obsadili zámek vojáci Rudé armády. Násilím vnikli dovnitř, zámek byl vyrabován. Osud zámku a jeho majitelů se po válce vyvíjel dost špatně. V Mirošově téměř do konce života žila paní Eugenie Steinbachová, dcera posledního majitele z rodu Richlých. Neměla téměř žádný příjem a dožívala ve velké chudobě. Stávalo se, že přišla do některých rodin a poznávala věci ze zámku, nebo na stole ležely její svatební příbory. 17. května 1949 převzal zámek komunistický stát a předal ho ředitelství Státních statků v Jihlavě. Nový majitel se o údržbu nestaral. V roce 1971 se zřítilo věžní schodiště, propadla se střecha věže. V roce 1973 došlo ke zboření kamenného tarasu a pěti zděných sloupů. 11. dubna 1985 došlo ke zřícení části obvodní zámecké zdi. V roce 1986 byl mirošovský zámek postupně srovnán se zemí. Státní statek Jihlava zaplatil za demolici zámku 800 000 Kčs.